# Anders Sigfridsson

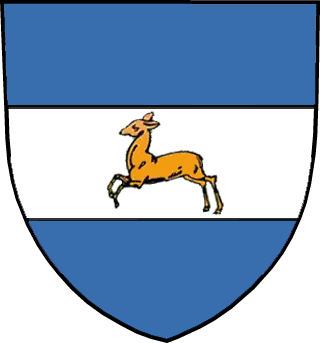
Ätten Rålambs vapen. Redan 1563 hade Anders börjat använda ett sköldemärke i sigillet utan att vara formellt adlad.

Anders Sigfridsson, född 1 juni eller 11 juni 1527 i Hälsingland, död någon gång mellan 15 september och 15 november 1581, var kunglig ämbetsman under 1500-talets andra hälft och stamfar för adelssläkten Rålamb.
Anders Sigfridsson var son till skattebonden Sigfrid Andersson i Närby, Norrala socken, som dog tidigast 1535. Namnet på hans mor är inte känt, däremot vet man att han hade fyra systrar. En av dem,  Märit Sigfridsdotter, blev gift med Sverkill Simonsson, häradshövding i Västlands socken och Älvkarleby socken.

## Karriär
Anders Sigfridsson nämns första gången i historiska källor 1550 och var 1554 tjänare hos Lars Olofsson (Björnram), fogde i Hälsingland och Anders blivande svärfar. Anders Sigfridsson efterträdde Lasse som hälsingefogde och innehade tjänsten 1555-56. Därefter nämns han 1557-58 som fogde i Ångermanland och 1558-63 som slottsfogde i Stockholm. Någon gång under denna period gifte Anders sig med Lasse Olssons dotter Anna som troligen dog 1565.
Anders gjorde snabb karriär i Erik XIV:s tjänst och nämns 1561 som ledamot i Erik XIV:s nämnd. Under fälttåget mot hertig Johan 1563 utsågs Anders till hövitsman över Finland och 30 december samma år till lagman över hela Norrland, en befattning som han innehade ännu 1568. Under Nordiska sjuårskriget utsågs han även till överste arklimästare och tygmästare. Han blev 1568 sårad (skottskada i ett ben) i en strid mot danskarna vid Ängelholm.
Sin historiskt mest uppmärksammade insats gjorde Anders Sigfridsson i samband med avsättningen av kung Erik, då Anders öppnade Söderport i Stockholm för hertigarnas män. I samband med det tumult som då uppstod sårades Anders igen då en drabant i Erik XIV:s livvakt stack honom i ryggen med en hillebard.
Anders Sigfridsson bodde från 1563 i Husby (nu Brogård) i Bro socken som han erhållit som förläning på tjänst. I Husby hade han senast 1565 byggt sig en sätesgård som han döpte till Brogård och som formellt donerades till honom av kungen 10 oktober 1565. Redan 1563 hade Anders börjat använda ett sköldemärke i sigillet utan att vara formellt adlad. Han gjorde aldrig rusttjänst under Erik XIV:s regeringstid och förekommer inte i 1568 års adelsregister. Han gifte sig dock 1569 med en adlig kvinna, Anna Brorsdotter (Buth).
Anders Sigfridsson blev med tiden mycket förmögen på de affärer han gjorde i kronans tjänst och kunde därför i praktiken leva som en adelsman. Hans ståndsmässiga leverne på Brogård, hans adliga gifte och mångåriga statstjänst på hög nivå ledde till att han så småningom av sina samtida började betraktas som en adelsman och många levde i den felaktiga föreställningen att han hade adlats av kung Erik. Anders använde sig åtminstone en gång, 1573, av den falska titeln väpnare.

## Familjeförhållanden
Anders Sigfridsson gifte sig på 1550-talet med Anna Larsdotter, dotter till fogden och ledamoten i Erik XIV:s nämnd Lasse Olsson och dennes hustru Anna Andersdotter från Grubbe i Umeå landsförsamling. I detta äktenskap föddes barnen Lars, Sigfrid och Anna.  Anna Larsdotter dog enligt en sentida, något osäker, uppgift 19 oktober 1565. Båda sönerna inskrevs 1577 vid universitetet i Greifswald med släktnamnet Rålamb.
Anders ingick 1569 sitt andra äktenskap med Anna Brorsdotter (även hennes andra), dotter till häradshövdingen Bror Eriksson (Buth) och dennes hustru Brita Haraldsdotter (Soop). I detta äktenskap föddes barnen Bror, Cecilia och Åke. Anna Brorsdotter överlevde maken och dog 1594.